# Ernst Klett Verlag

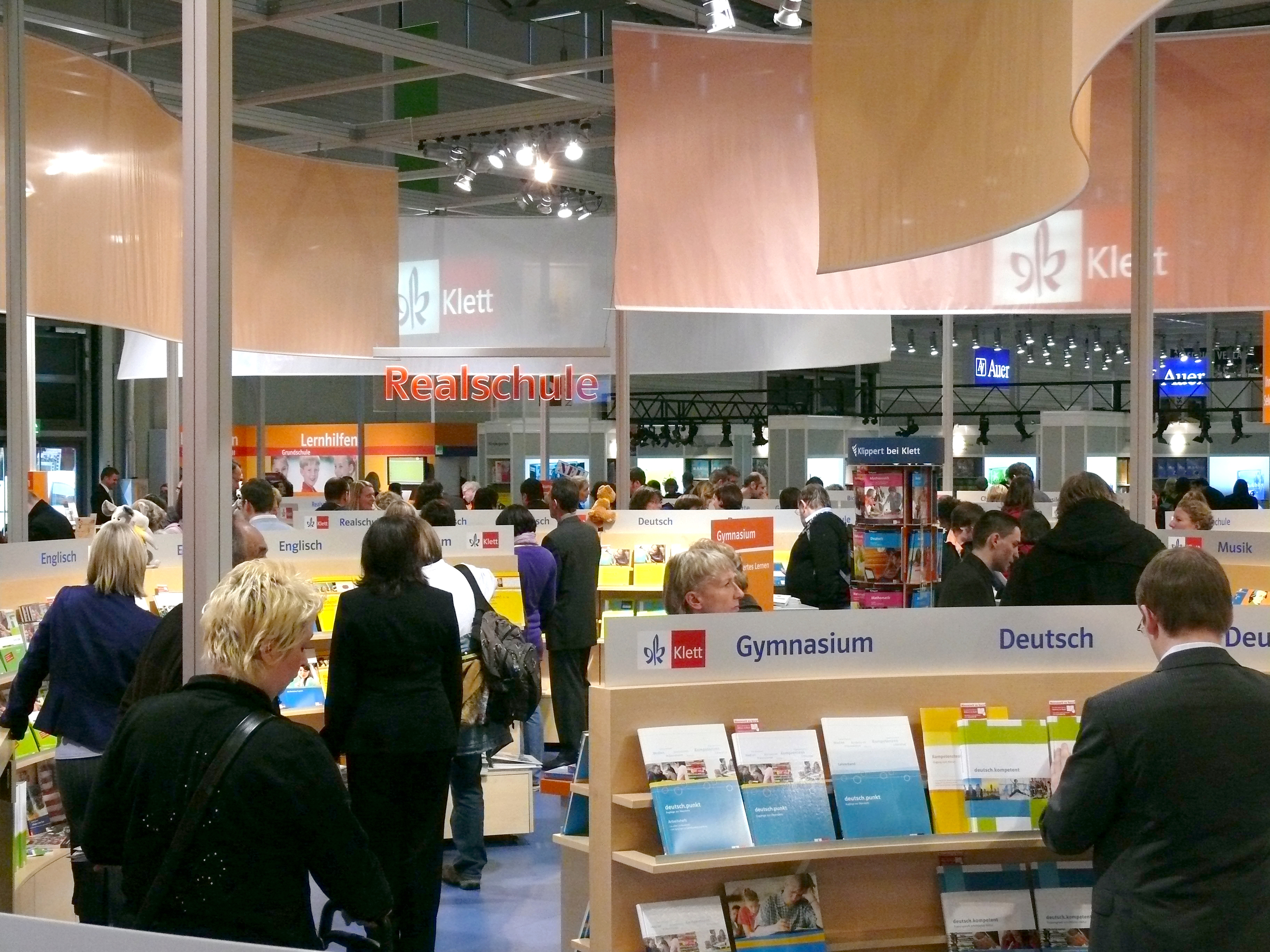
Der Messestand der Klett Verlage auf der didacta 2010

Die Ernst Klett Verlag GmbH ist ein deutscher Schulbuchverlag mit Sitz in Stuttgart. Es gibt Zweigniederlassungen in Leipzig und Dortmund, darüber hinaus bieten die Klett-Treffpunkte in Dortmund und Hannover eine direkte Kundenberatung an.
Der Ernst-Klett-Verlag wurde 1897 von Ernst Klett dem Älteren in Stuttgart gegründet; er ging 1995 in der Klett Gruppe auf. Zu dieser Gruppe gehören neben dem Schulbuchverlag u. a. die Verlage Klett-Cotta, PONS GmbH, Ernst Klett Sprachen GmbH und Friedrich Verlag.
Heute ist der Ernst Klett Verlag ein bedeutender Schulbuchverlag und bietet eine breite Auswahl von Lehrwerken und Bildungsressourcen an.

## Geschichte
1897 wurde der Verlag von Ernst Klett und Julius Hartmann, seinem Schwager, unter dem Namen Hartmann Klett gegründet. Julius Hartmann stieg schließlich, noch vor der deutschen Inflationskrise 1923, aus der Firma aus. 
Vor der Wirtschaftskrise 1930 erweiterte Ernst Klett der Jüngere das regionale Schulbuchprogramm durch den Kauf der Schulbuchabteilung des Bonz-Verlages. 
1945 erhielt er als einer der ersten deutschen Verleger von der amerikanischen Militärregierung eine Verlagslizenz.
Gebräuchliche Schulbücher, wie Learning English und das Mathematikbuch Lambacher Schweizer, erschienen 1947. 1956 wurde das erste Informationsbüro außerhalb Stuttgarts in München eingerichtet. Ab 1962 erschien die Reihe „Tönende Klett-Bücher“ mit Schallplatten und Tonbändern als Bausteine für einen multimedialen Unterricht.
1968 wurde im Schulbuchverlag eine kartographische Redaktion gegründet. 1970 erschienen bei Klett im Fach Biologie die ersten Folien (= Arbeitstransparente) für die Benutzung auf dem Overheadprojektor. 1971 stellte Klett auf der Lehrmittelschau „Interschul“ in Dortmund ein Testprogramm für den computergestützten Unterricht vor. Ebenso erschienen Filme für den Biologieunterricht.
1990 wurde mit dem Ernst Klett Verlag Leipzig die erste Zweigniederlassung eines westdeutschen Verlags in den neuen Bundesländern gegründet.

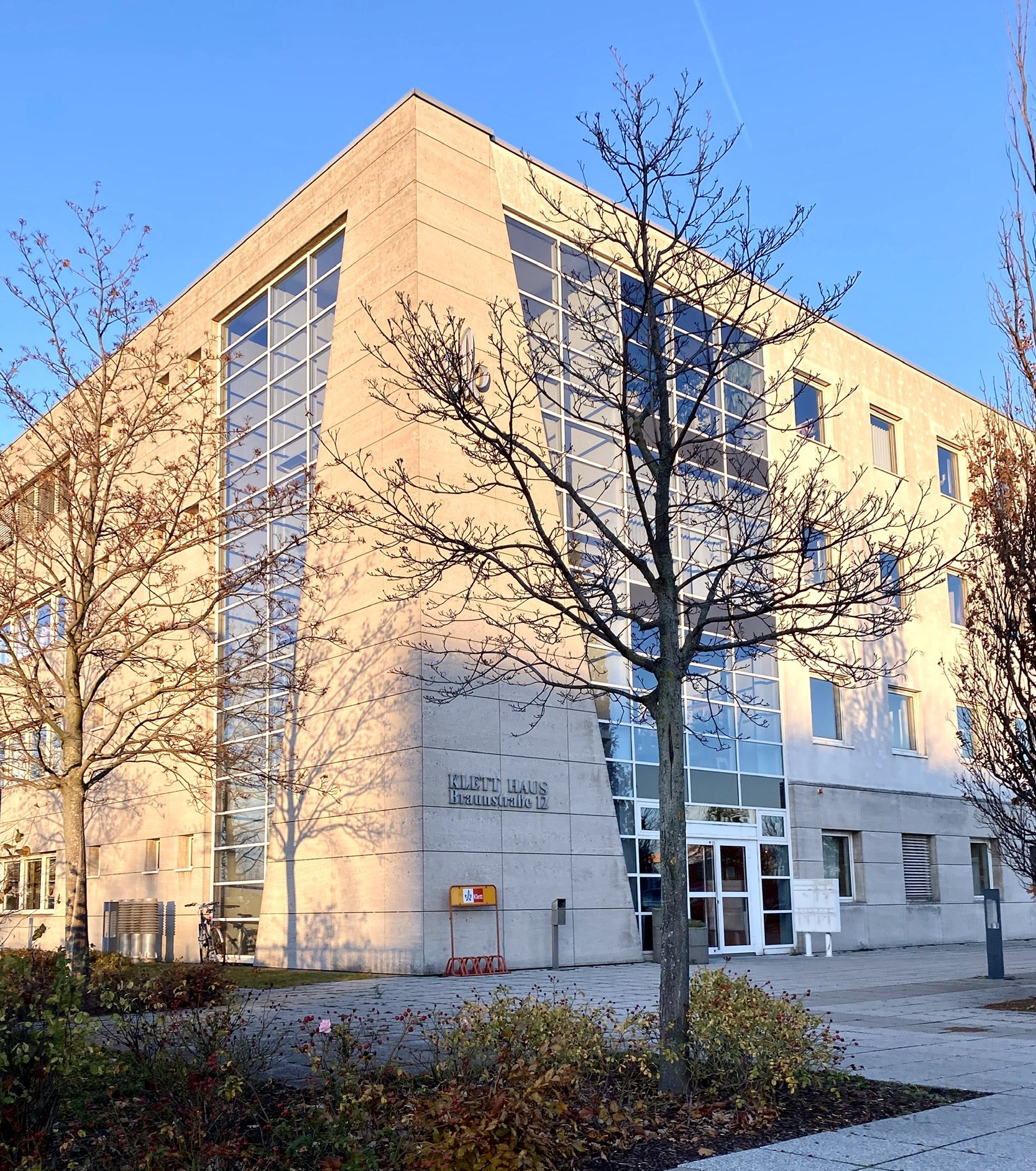
Klett Haus in Schönefeld (Leipzig) (2020)

Nachdem Justus Perthes Geographische Verlagsanstalt Gotha (gegründet 1785 in Gotha) 1953 entschädigungslos enteignet, verstaatlicht und 1955 in VEB Hermann Haack Geographisch-Kartographische Anstalt Gotha umbenannt worden war, war Haack Gotha bis 1989 als monopolistischer Staatsverlag für die Versorgung der DDR-Schulen mit geographisch-kartographischen Unterrichtsmitteln zuständig. Im März 1992 wurde Justus Perthes Gotha (Haack Gotha) zugunsten des ursprünglichen Eigentümers Stephan Justus Perthes reprivatisiert und danach – zusammen mit Justus Perthes Geographische Verlagsanstalt Darmstadt (1954–1994) – an die damalige Ernst Klett Schulbuchverlag GmbH in Stuttgart verkauft. In den folgenden Jahren wurden die geographisch-kartographischen Redaktionen dieser drei Verlage am Standort Gotha konzentriert. 2003 firmierte der Gothaer Verlag um in Klett-Perthes Verlag GmbH. 2008 wurde er zur Zweigniederlassung der Ernst Klett Verlag GmbH und ist seither nicht mehr selbständig. Im März 2016 wurde der traditionsreiche Gothaer Verlagsstandort endgültig geschlossen; die restlichen Aktivitäten und Arbeitsplätze wurden zum Ernst Klett Verlag Leipzig verlagert. Heute bewahrt das Perthes-Forum die Sammlung Perthes Gotha als eine der größten geographisch-kartographischen Sammlungen Europas an der historischen Verlagsadresse in Gotha.
2001 erschien eine CD mit (französischen) Chansons mit Gilles Floret.
Zum Februar 2022 wurde der Grundschulverlag wurde nach Leipzig verlegt.

## Logo

Die Klett-Lilie

Die Ernst Klett Verlag GmbH hat als Logo die so genannte Klett-Lilie. Das Logo wird auch von anderen Unternehmen der Klett-Gruppe verwendet. Sie wurde 1953 von den Stuttgartern S. und H. Lämmle entwickelt und besteht aus einem stilisierten E und K, den Initialen des Firmengründers Ernst Klett.

## Bekannte Lehrwerke
Produktmarken des Verlags sind u. a. Green Line, Red Line, Blue Line, Orange Line, Découvertes, Tous ensemble, Prisma, Natura, Haack Weltatlas, Lambacher Schweizer, Das Zahlenbuch oder Zebra.